# Rėkyvos pelkė
Rėkyvos pelkė este o arie protejată (sit de importanță comunitară — SCI) din Lituania întinsă pe o suprafață de 2.560 ha, integral pe uscat.

## Localizare
Centrul sitului Rėkyvos pelkė este situat la coordonatele 55°51′17″N 23°16′34″E / 55.8547°N 23.2761°E.

## Înființare
Situl Rėkyvos pelkė a fost declarat sit de importanță comunitară în mai 2005 pentru a proteja 3 specii de animale.

## Biodiversitate
Situată în ecoregiunea boreală, aria protejată conține 4 habitate naturale: Turbării active, Mlaștini oligotrofe degradate, capabile încă de regenerare naturală, Mlaștini turboase de tranziție și turbării mișcătoare, Păduri caducifoliate de mlaștină fino-scandinave.
La baza desemnării sitului se află mai multe specii protejate:
- mamifere (1): liliac de iaz (Myotis dasycneme)
- nevertebrate (2): fluturele auriu (Euphydryas aurinia), fluturele purpuriu (Lycaena dispar)